# Лерой Гуд
Лерой Едвард Гуд (10 жовтня 1938 , Міссула, Монтана )(англ. Leroy Edward Hood) — американський науковець, фахівець з біотехнології, геноміки та імунології. Розробляв пристрої для секвенування (1986) і синтезу (1990-ті роки) ДНК.

## Біографія
Гуд здобув ступінь бакалавра біології у Каліфорнійському технологічному інституті в 1960 році. В 1964 році здобув ступінь доктор Медицини в Медичній школі університету Джона Гопкінса. В 1968 році Гуд здобув ступінь доктора наук з біохімії у Каліфорнійському технологічному інституті.
З 1975 року Гуд професор біології у Каліфорнійському технологічному інституті, з 1980 році завкафедри біології там же, а з 1981 року додатково в місцевому онкологічному центрі. В 1989 році Гуд став директором науково-технічного центру Національної наукової фундації з молекулярної біотехнології, що є під спільною орудою Каліфорнійського технологічного інституту та Університету Вашингтону. В 1992 Гуд обійняв посаду професора в університеті Вашингтона в Сіетлі і очолив кафедру молекулярної біотехнології. Гуд очолює Інститут системної біології з 1999 року.

## Нагороди та визнання
- 1982: член Американської академії мистецтв і наук[8].
- 1982: член Національної академії наук США[9]
- 1987: Премія Альберта Ласкера за фундаментальні медичні дослідження (спільно з Філиппом Ледером[en] та Тонеґава Сусуму)[10]
- 1988: Премія Діксона[en]
- 1999: Ерстедовська лекція
- 2000: член Американського філософського товариства[11]
- 2002: Премія Кіото[12]
- 2003: Премія Лемельсона[13]
- 2003: Національної медичної академії США[en][14]
- 2004: Шредингеровська лекція (Імперський коледж Лондона)
- 2004: Biotechnology Heritage Award[en]
- 2006: Премія Гайнц[en]
- 2007: член Національної інженерної академії США[15]
- 2008: Pittcon Heritage Award[en]
- 2010: Премія Кістлера[en]
- 2011: Премія Руссів
- 2011: Національна наукова медаль США[16]
- 2012: член Американського мікробіологічного товариства[en][17]
- 2012: член Національної винахідницької академії[en][18]
- 2014: Медаль за новаторство у медичних технологіях (IEEE)[en][19]
- 2016: Почесна медаль острова Елліс[en][20]
- 2017: NAS Award for Chemistry in Service to Society[en][21]
- 2019: IRI Medal[en]
- 2019: Clarivate Citation Laureates

## Доробок
- New Protein Sequenator with Increased Sensitivity. In: Science. Band 207, 1980, S. 523 (mit M. W. Hunkapiller)
- A Microchemical Facility for the Analysis and Synthesis of Genes and Proteins. In: Nature. Band 310, 1984, S. 105 (mit M. W. Hunkapiller et al.)
- Fluorescence Detection in Automated DNA Sequence Analysis. In: Nature. Band 321, 1986, S. 674 (mit L. M. Smith et al.)
- A New Strategy for Genome Sequencing. In: Nature. Band 381, 1996, S. 364 (mit J. C. Venter et al.)